# Абдрезяково
Абдрезяково (баш. Әбдрәзәк) — деревня в Кигинском районе Республики Башкортостан Российской Федерации. Входит в состав Арслановского сельсовета. 

## География

### Географическое положение
Расстояние до:
- районного центра (Верхние Киги): 35 км,
- центра сельсовета (Арсланово): 5 км,
- ближайшей ж/д станции (Сулея): 40 км.

## Население
| 2002 | 2009 | 2010 |
| ---- | ---- | ---- |
| 40   | →40  | ↘23  |

Национальный состав
Согласно переписи 2002 года, преобладающая национальность — башкиры (100 %).